# Jim Montgomery
James "Jim" Paul Montgomery (Madison, 24 de janeiro de 1955) é um ex-nadador norte-americano. Indicado ao Hall da Fama da Natação em 1986, Montgomery foi o primeiro homem a quebrar a barreira dos 50 segundos nos 100 metros livres, feito alcançado nos Jogos Olímpicos de Montreal 1976, nos quais ganhou três medalhas de ouro e uma de bronze.
Jim se tornou mundialmente conhecido no Campeonato Mundial de Esportes Aquáticos de 1973, em Belgrado, onde conquistou cinco medalhas de ouro no nado livre.
Jim foi recordista mundial dos 100 metros livres 2 vezes: entre junho e agosto de 1975, e entre agosto de 1975 e agosto de 1976.
Em 1986 entrou no International Swimming Hall of Fame 